# Ludwig Rhesa
Ludwig Jedemin Rhesa, lit. Liudvikas Gediminas Rėza, niem. Ludwig Martin Rhesa (ur. 9 stycznia 1776 w Carwayten na Mierzei Kurońskiej, zm. 30 sierpnia 1840 w Królewcu) – niemiecko-litewski krytyk, filolog i poeta, pastor ewangelicko-augsburski, z pochodzenia Kur.
W dzieciństwie był wychowywany przez krewnych, gdyż rodzice zginęli w wyniku zasypania piaskiem wsi, w której się urodził. Ukończył szkołę dla ubogich dzieci w Królewcu, jednak w 1795 roku udało mu się podjąć naukę na Uniwersytecie Albrechta w Królewcu, którą kontynuował do uzyskania stopnia doktora nauk teologicznych w 1799 roku. W tym roku został wyświęcony na pastora, pełnił posługę w armii pruskiej. W latach 1812–1814 był kapelanem wojska pruskiego.
Od 1807 roku wykładał teologię na królewieckim uniwersytecie. W 1818 roku powierzono mu kierownictwo nad Seminarium Języka Litewskiego, które wcześniej uratował przed grożącą mu likwidacją. Ufundował bursę dla studentów pochodzących spoza Królewca.
W 1816 roku przygotował nowe litewskie tłumaczenie Pisma Świętego, wydał również Geschichte der litthauischen Bibel oraz Philologisch-kritische Anmerkungen zur litthauischen Bibel (1816, 1824).
Zajmował się folklorem bałtyckim, korespondował w tej sprawie z, między innymi, Wolfgangiem von Goethe. Przygotował do druku zbiór litewskich pieśni ludowych (Dainos, oder littauische Volkslieder), który przetłumaczono później na kilka języków europejskich. Próbował zrekonstruować litewski epos narodowy wykorzystując elementy folkloru łotewskiego.
W 1818 roku wydał książkę Donelaitisa Das Jahr in vier Gesängen. Ein ländliches Epos aus dem Litauischen des Christian Doneleitis, genannt Donalitius, in gleichem Vermass ins Deutsche übertragen von D. L. J. Rhesa oraz bajki, wśród których znalazły się autorskie tłumaczenia utworów Ezopa na język litewski (1824).

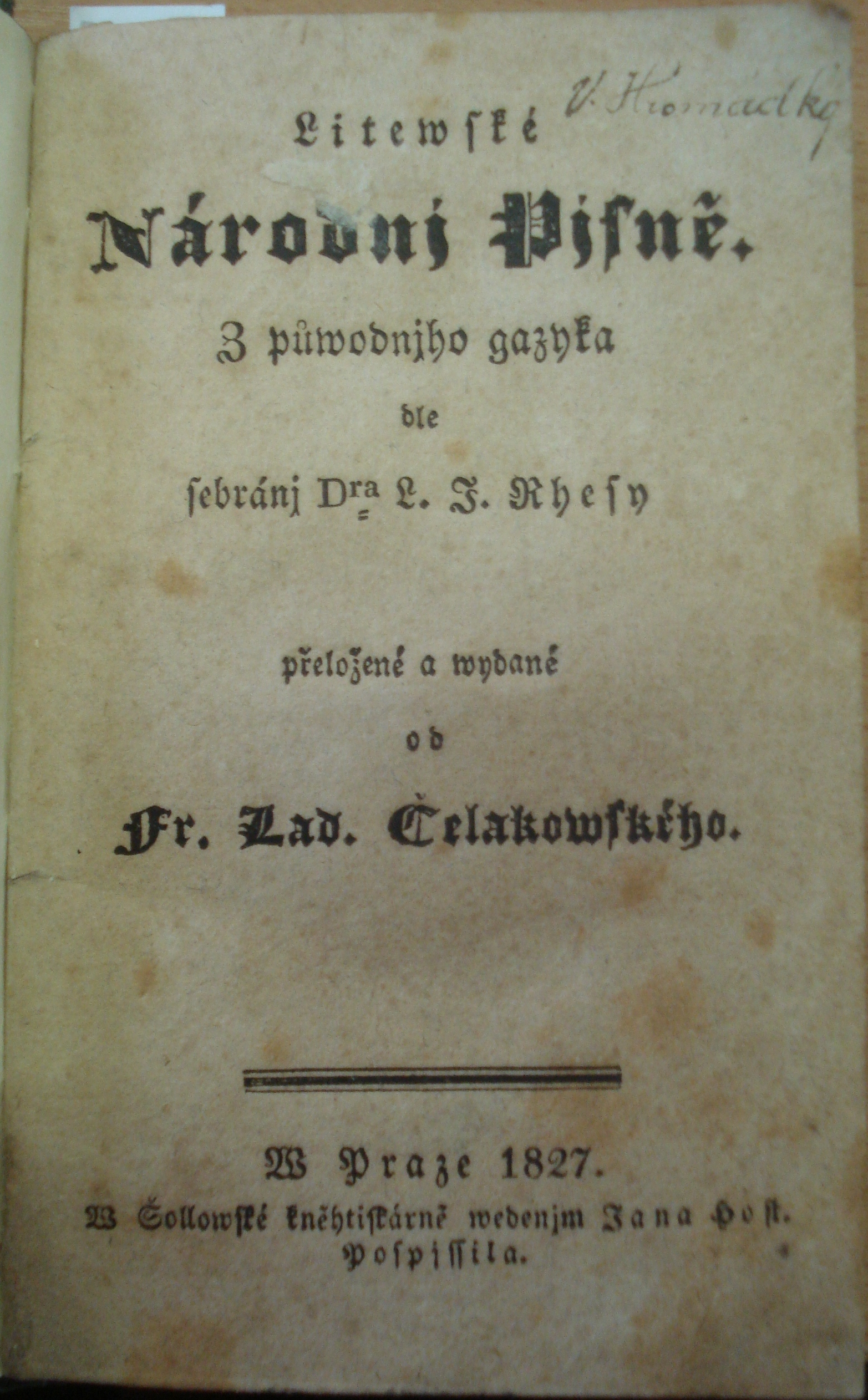
Zbiór litewskich pieśni ludowych zebranych przez Ludwiga Rhesę w tłumaczeniu czeskiego poety Franciszka Czelakowskiego

Wydał w języku niemieckim kilka zbiorów poetyckich, między innymi Prutena (w dwóch częściach, 1809–1825) oraz Kriegsgesänge (1813). W twórczości poetyckiej łączył elementy klasycyzmu i romantyzmu, inspirując się ludową kulturą Litwy.
Był związany z masonerią, należał do królewieckiej Loży św. Jana pod Trzema Koronami.